# (3898) Curlewis
(3898) Curlewis (1981 SF9) – planetoida z grupy pasa głównego asteroid okrążająca Słońce w ciągu 5,49 lat w średniej odległości 3,11 j.a. Odkrył ją Michael Candy 26 września 1981 roku.